# Cervicàlgia
La cervicàlgia (popularment coneguda per mal de clatell o dolor de clatell) consisteix en dolor a la zona del clatell i les parts laterals del coll, ocupades per la columna cervical i la musculatura pròpia del coll, tot i que etimològicament s'hauria d'incloure qualsevol part del coll. El terme popular de mal de coll fa referència a dolor a qualsevol punt del coll i inclouria la cervicàlgia i el mal de gola, tenint en compte que el mal de davant del coll és rar (per inflamació de laringe, tràquea, tiroide o dolors referits).
La cervicàlgia, tot i que se sent al coll, pot ser causat per problemes que no siguin de la columna vertebral. El dolor al clatell pot sorgir a causa de la tensió muscular tant al coll com a la part superior de l'esquena, o per un pinçament dels nervis que surten de les vèrtebres cervicals.
El cap està recolzat per la part inferior del clatell i la part superior de l'esquena, i són aquestes zones les que solen causar dolor al coll. Les tres articulacions superiors del coll permeten la major part del moviment del coll i del cap. Les articulacions inferiors del coll i les de la part superior de l'esquena creen una estructura de suport al cap. Si aquest sistema de suport es veu afectat negativament, els músculs de la zona es tensen, cosa que provoca dolor al coll.
La cervicàlgia és un problema comú, ja que dos terços de la població tenen dolor de clatell en algun moment de la seva vida. El 2010, afectava aproximadament el 5% de la població mundial.